# Зайчи връх
Зайчи връх е възвишение в Сърнена гора – най-източната част на Средна гора.
В античността завоят на река Тунджа е бил точно тук – край Зайчи връх, където реката е образувала широки разливи, удобни за пристани. Днес реката е изместила коритото си с 2 – 3 km на север. Спуска се постепенно върху просторна терасовидна площ над старото корито на р. Тунджа.
Възвишението е високо около 300 m и е широко около 1000 m. Има 3 върха:
- Вълча скала
- Средна скала - най-високата част
- Голямата скала

В края на ІІ хил. пр. Хр. в подножието на Зайчи връх се оформя античният град Кабиле. 
 Тук се намира най-древното светилище на богинята Кибела (по-късно Артемида) и тракийска слънчева обсерватория.
Днес в подножието на Зайчи връх се намират 2 села – Кабиле и Дражево.